# Huelga médica de 1964 en Bélgica
En el mes de abril de 1964 se llevó a cabo una huelga de médicos en Bélgica para coaccionar al gobierno democráticamente elegido, que pretendía la instauración de un sistema de sanidad pública (ley Leburton). El líder de los huelguistas fue el doctor André Wynen. La huelga duró del 1 al 18 de abril. La protesta tuvo repercusión internacional, pues durante la huelga se produjeron varias muertes atribuibles a la falta de asistencia médica.

Así, a la prensa española de la época trascendieron los ejemplos de una niña de cuatro años que falleció en Aarschot tras esperar en vano la llegada de un médico; un hombre en Neufville que murió en análogas circunstancias; un minero jubilado que sufrió una crisis cardíaca en Quarregnon y que murió, horas más tarde, de un infarto, sin que le hubiese examinado ningún médico y una madre que murió en Amberes al dar a luz su quinto hijo sin ser asistida por ningún facultativo. Se informó de un número de hasta siete fallecidos en similares circunstancias. La policía belga se vio obligada a intervenir cuando un grupo de médicos en huelga irrumpió en el quirófano de un hospital de Ostende tratando de parar la operación de estómago que se estaba practicando en él. Hubo médicos que salieron del país a estados limítrofes como los Países Bajos para eludir la posible convocatoria forzosa para acudir al puesto de trabajo.
Aunque el Gobierno de Bélgica actuó llamando a los médicos militares para incorporarse y atender a los enfermos, al final se vio obligado a ceder a las exigencias de los huelguistas. Hubo diversas manifestaciones de ciudadanos en contra de la huelga.